# FAM62B
FAM62B‏ (Extended synaptotagmin 2) هوَ بروتين يُشَفر بواسطة جين FAM62B في الإنسان.